# Spongiose (Korrosion)

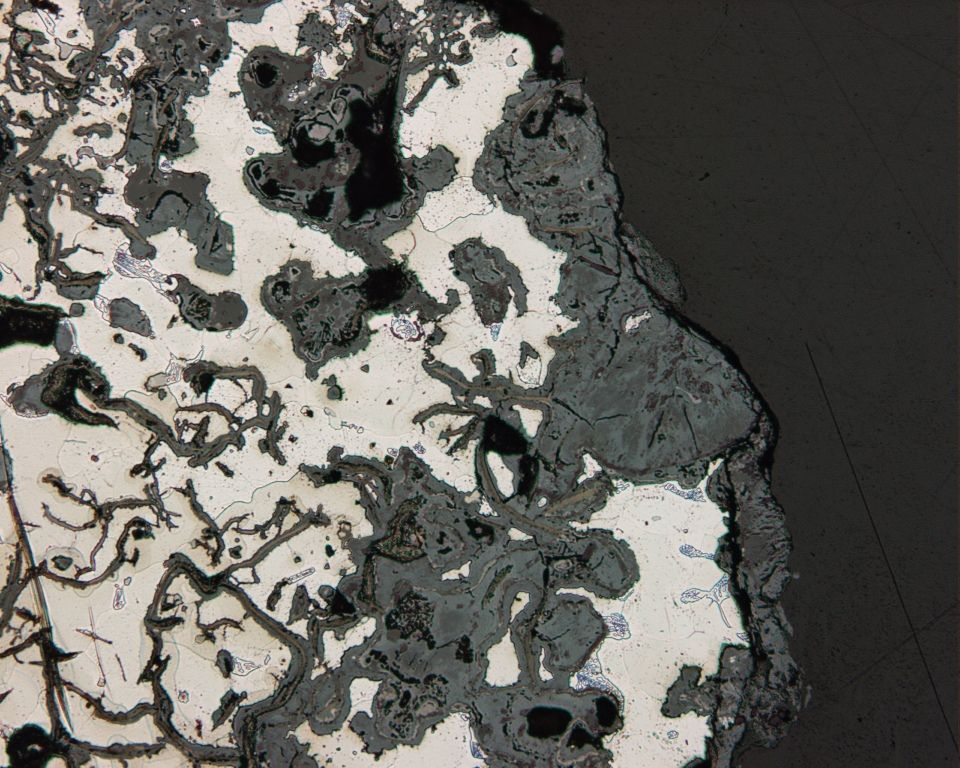

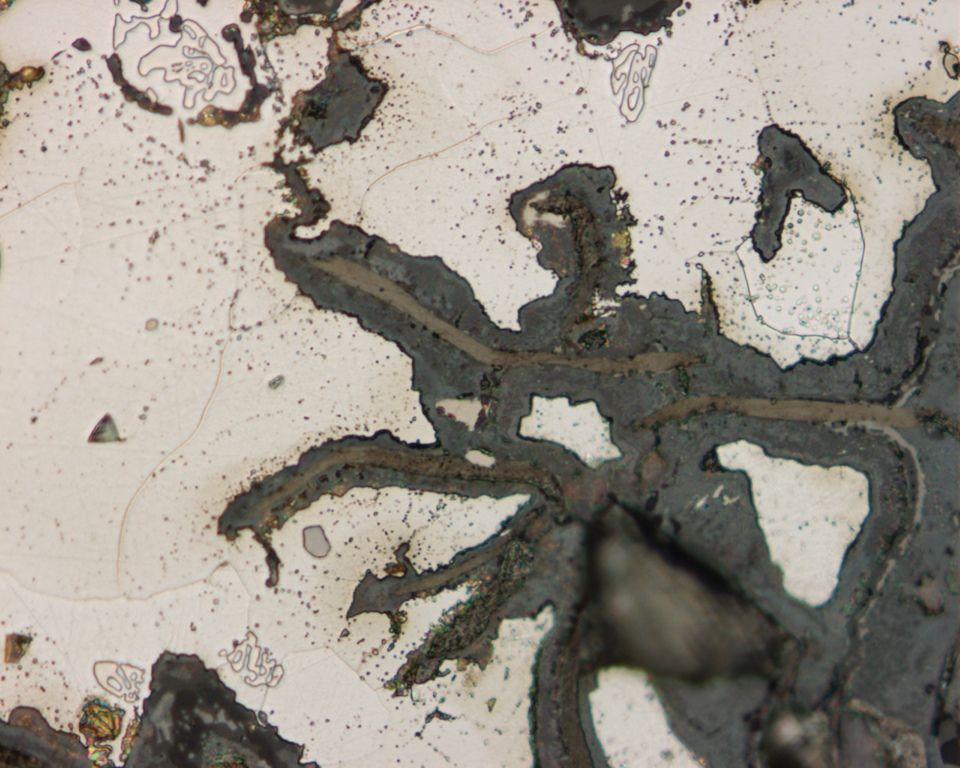

Spongiose ist eine Sonderform der selektiven Korrosion.
Gusseisen kann bei Raumtemperatur durch eine örtliche Korrosion zerstört werden. Diese Form wird als Spongiose oder Eisenschwamm (lat. spongus = Schwamm) bezeichnet und tritt bei erdverlegten gusseisernen Rohren oder bei in Hohlkästen aufgehängten Brückenrohren auf. Dabei handelt es sich um eine Langzeitschädigung, die bereits durch geringe Gehalte an Säuren oder Chloriden im Erdreich, wie es in feuchten Gegenden, in Meeresnähe oder in der Nähe zu chemischen Betrieben vorkommt, unterstützt wird.
Die Spongiose ist eine selektive Zerstörung des Gusseisens, das heißt, die eisenreichen Phasen (Ferrit, Perlit) korrodieren. Ferrit und Perlit bilden die Anode, da sie unedler als die Kathode aus Graphit sind, und lösen sich auf. Das Korrosionsprodukt ist Eisenhydroxidoxid FeO(OH), in diesem Zusammenhang auch als Eisenschwamm bezeichnet, welches die entstandenen Zwischenräume im Graphitnetzwerk als poröse Masse ausfüllt. Dabei behält das Werkstück seine Form, verliert aber seine Festigkeit und ist mechanisch nicht mehr belastbar. Das Gusseisen wird im fortgeschrittenen Spongiosestadium so weich, dass es sich mit dem Messer schneiden lässt. Wird die Rostschicht an der Oberfläche entfernt, erkennt man den Eisenschwamm an dunklen Flecken, die sich von der metallischen Oberfläche gut abheben.
Das Gefüge des spongiosebefallenen Gusseisens besteht aus einer dunkelgrauen Grundmasse, vorwiegend aus Eisenhydroxidoxid FeO(OH), mit eingelagertem Phosphideutektikum und schwarzbraunem Graphit. Je nach Literatur ist die Spongiose bei Gusseisen mit Lamellengraphit (GJL) bzw. auch bei Gusseisen mit Kugelgraphit (GJS) möglich. Bei Gusseisen mit Lamellengraphit kann sich der Korrosionsangriff entlang der Graphitlamellen schneller im Werkstück ausbreiten. Bei Gusseisen mit Kugelgraphit ist dies durch die Kugelform des Graphits nicht gegeben. Zum Korrosionsschutz können die gusseisernen Rohre beschichtet werden (z. B. Teerschicht oder Lackierung). Einen natürlichen Schutz bietet eine festhaftende Rostschicht, die durch viel Feuchtigkeit entsteht.